# Histoire du banditisme en Haïti après 1986
Le banditisme est un épiphénomène qui évolue en Haïti depuis plus de trois décennies. Il est à l’origine d’une crise de sécurité publique inédite de l’histoire de pays. Il évolue au cœur du phénomène de bidonvillisation qui s’accroit dans les villes du pays. Ce phénomène nourrit dans son sein l’analphabétisme, l’association de malfaiteurs, la clochardisation etc. qui favorisent davantage l’éparpillement des actes de délinquances à travers presque tous les départements géographiques du pays. Où les départements de l’Ouest (premier affecté par cette dégradation sociale et sécuritaire), de l’Artibonite, du Sud, du Nord et de la Grand’Anse se trouvent affectés par ce problème de sécurité galopant. Avec cette forme de transformation continue des zones du pays en zones de non-droit, aucune région n’est aujourd’hui épargnée de cette épidémie sécuritaire qui est le banditisme. Dans la mesure où les jeunes — déjà initiés aux pratiques du banditisme — quittent la capitale pour aller se réfugier dans d’autres régions du pays. Généralement dans les zones rurales où ils ont des attaches familiales. En y arrivant, la plupart d’entre eux poursuivent leurs pratiques criminelles. Pour cela, ils occupent par la violence des espaces géographiques, en faisant le plus souvent fuir les paysans propriétaires. Ils constituent des bandes qui s’identifient comme des cellules du réseau criminel de la capitale.
En réalité, c’est une migration interne forcée qui est à l’origine de cette prise de contrôle de ces zones (provinces). Cette migration est  occasionnée par les hostilités opposant des bandes rivales dans la région métropolitaine de Port-au-Prince. Des hostilités qui obligent des citadins (particulièrement les bidonvillois) à quitter leurs domiciles, pour aller se réfugier à la campagne. Ainsi, le banditisme évolue dans la société haïtienne, en prenant peu à peu une dimension nationale. Pour mieux comprendre le processus d’évolution de cet épiphénomène en Haïti, les évènements sociaux et politiques des années 1986 à nos jours constituent un point de repère important.

## Origine du concept banditisme

### Définitions
Fernand Braudeldéfinit le « banditisme » comme un fléau marqué par le crime, le coupage de routes, l’assassinat, l’incendie, la capture et le rançonnement des gens et le vol. Ces actes sont perpétrés par des brigands qui se basent dans les zones où l’État est incapable de mettre en œuvre sa force de coercition. Des zones où l’État est incapable de contraindre physiquement les individus, à travers des institutions légales et légitimes, au sens de Max Weber. Quant à Eric Hobsbawm, il voit le banditisme comme des groupes ou bandes d’hommes armés et violents qui ignorent l’existence de la loi et l’autorité. Ces bandes armées sont rarement composées de femmes. Elles défient les détenteurs du pouvoir, dans l’accomplissement de leurs actes au sein de l’espace public. Elles défient aussi le droit et l’accès aux ressources, l’ordre économique, social et politique.

### Historiographie

#### Sources du banditisme dans l’histoire
« L’histoire du banditisme est dans une très large mesure l’histoire des manifestations collectives occasionnelles et violentes ». Ses sources sont diverses. Hobsbawm relève de trois étapes de décomposition sociale de l’épiphénomène de banditisme. D’abord, il prend naissance « au moment où les collectivités antérieures au banditisme sont intégrées dans des sociétés plus larges, dotées d’un État et caractérisées par la division en classe ». Ensuite, il connait des transformations locales et globales qui suivent le développement du capitalisme. Enfin, il suit un « long cheminement au sein des États et des régimes sociaux intermédiaires ».
Les mouvements sociaux orientés contre un ordre social et politique — basée sur l’exclusion de classes sociales — peuvent donner naissance au banditisme. Il peut être aussi né à travers des mouvements de résistance de masses contre certains changements sociaux structuraux. Par exemple, dans des sociétés sans classe qui résistent à l’essor ou à des divisions de classe. Et lorsque les sociétés de classes rurales traditionnelles résistent à l’expansion d’autres sociétés de classes urbaines ou étrangères. Les changements initiés par le développement social et économique peuvent être à l’origine du banditisme. Par exemple, à l’implantation du système agraire moderne qui conduit vers un mode de production à la fois capitaliste et post-capitaliste. Un changement où des paysans, des travailleurs — dépouillés de leurs terres — se sont retrouvés sous l’oppression, l’exploitation par des seigneurs des villes, des gouvernements, des hommes de loi ou même des banques. Certains autres évènements sociopolitiques peuvent non seulement engendrer le banditisme, mais aussi provoquer son accroissement social et géographique. Telles des situations d’instabilité ou de crise sociopolitique, de guerre civile, de paupérisation, de crise économique et de famine. On peut ajouter les cas d’administrations effondrées et de gouvernements faibles et divisés.
Le banditisme ne reflète pas l’image d’un groupe de personnes ou d’une classe en particulier. N’importe quelle personne peut être bandit — toutes classes sociales et politiques comprises. À l’exemple de certains individus (avec des passifs de brigands) qui sont devenus rois et empereurs [comme les Empereurs Tewo Dros (Théodore) d’Éthiopie (1855-1858) et Chang Tsolin (zhang Zuolin) de Manchourie].

#### Typologies de banditisme
Parmi les catégories de banditisme, on distingue :
- Le banditisme social[2] ;

- Le « brigand au grand cœur[2] » qui forge sa réputation dans l’extorsion des richesses des personnes aisées, afin de les redistribuer aux pauvres. À l’exemple de Robin des Bois ;

- Le banditisme d’honneur[3] qui désigne le fait pour individu ou groupe d’individus de s’autodéterminer le droit de se venger des affronts subis par sa famille, et des torts touchant à son honneur. Cet individu voit dans la justice officielle un manque d’efficacité. Ses actes sont inspirés par sa croyance en la justice ancestrale. Par la loi de la nature, selon laquelle « le sang se pait par le sang. »[4]

## Contexte

### Naissance du banditisme à travers les mouvements populaires post-1986
À la chute du duvaliérisme en 1986, un climat de désordre et de violence s’étend sur le pays. La population se lance dans le pillage des biens, la lapidation et le lynchage des anciens pensionnaires ou partisans de l’ancien régime, afin de se venger des répressions qu’elle a subies au cours des 29 ans de dictature. Partout, des slogans d’exclusion — tel que « Makout pa ladan l» — retentissent, en plein cœur d’une euphorie populaire qui fait miroiter un avenir politique radieux. De leur côté, les acteurs politiques s’empressent de rapiécer un nouveau système politico-institutionnel (démocratie). En dehors non seulement d’un consensus populaire conscient ni de bases solides pour que ce nouveau système puisse s’enraciner dans la société, les institutions et la politique du pays. Malgré ce manque fondamental, cette orientation démocratique à l’emporte-pièce allait se consolider à travers un référendum constitutionnel le 2 mars 1987. Ce bricolage démocratique était trop mal confectionné pour empêcher cette série de coups d’État qui s’ensuivait,. Dans ce contexte, les hostilités politiques d’avant les années 1957 renaissent, en pavant la voie à cette crise de sécurité publique actuelle. Vu à cette situation, un phénomène de « boat-people » voit le jour. Celui-ci est marqué par une émigration massive de la population. À la suite de cela, le pays commence à faire face à l’émergence des associations ou bandes de criminels qui pervertissent le pays par des affrontements armés et par la commission des actes d’assassinats, de kidnappings, de viols et de vols… Ainsi, Haïti connaît une crise multidimensionnelle qui touche le social, le sociétal, l’économie et la politique. Cette crise recèle un problème chronique de sécurité humaine affectant à la fois l’environnement, la santé et l’alimentation des citoyens.

## Dissolution des Forces Armées d’Haïti, création de la Police Nationale d’Haïti et militarisation des jeunes

### Dissolution des Forces Armées d’Haïti sans politique de désarmement
À une année de son retour d’exil en 1994, soit en 1995, le président Jean-Bertrand Aristide procédait à la dissolution des Forces Armées d’Haïti. Une mesure qui est prise avec pour but d’éviter un second coup d’État militaire à son encontre. Toutefois, c’est une décision révélée hâtive et irréfléchie. Puisque jusqu’à présent la constitution haïtienne reste muette à ce sujet. En plus, il n’y a pas eu de politique de désarmement qui précède cette décision d’abolition des forces armées. Ce qui rend plus tendu le climat d’inquiétude d’Aristide. Lui qui voit une menace permanente sur son pouvoir, à cause de ces militaires démobilisés, armés et mécontents.
Afin de se préparer contre tout éventuel coup d’État et de conserver le pouvoir, Aristide recourt à la militarisation des  jeunes des quartiers populaires. Ces jeunes constituent des milices armées prêtes à tout pour garder en vie leur chef. Avec le temps, ces hommes de main sont rebaptisés « chimères» ou « rat pa kaka ». Lesquels représentent des figures emblématiques de la répression politique du pouvoir de « fanmi lavalas ».

## Action de la Police Nationale dans la demande de sécurité publique et naissance des brigades de vigilance

### La Police Nationale d’Haïti face à l’engagement de sécuriser la population
La Police Nationale d’Haïti (PNH)  est créée par une loi adoptée au parlement le 30 novembre 1994. Cette loi est publiée dans le journal officiel de la République (Le Moniteur) le 23 décembre 1994, par le président Jean-Bertrand Aristide. Dès sa création, cette nouvelle force de police est encadrée par les États-Unis, le Canada, la France et la Norvège. Notamment en matière de formation des candidats, dans le cadre du programme d'aide à la formation en matière d'enquêtes criminelles internationales, à savoir l' ICITAP (International Criminal Investigative Training Assistance Program). Avec la dissolution de l’Armée d’Haïti, la police devient la seule institution chargée de sécurité publique du pays. Force est de constater que la crise de sécurité publique (tous azimuts) — survenue à la chute de la dictature des Duvalier — a ouvert la voie à une décadence continue des institutions publiques haïtiennes. Ce qui n’épargne pas la PNH. Puisque le cercle vicieux de luttes pour le pouvoir qui était disparu sous le règne des Duvalier, est réintroduit dans l’arène politique haïtienne après 1986. Dans ce contexte, l’État haïtien se trouve dans une instabilité permanente et dans l’expression d’une indifférence au problème de sécurité qui ronge la population. Au cœur de cela, la police nationale s’avoue vaincue par les forces de l’insécurité. Aussi, l’appareil judiciaire et pénal haïtien se dote d’un caractère presque inexistant. Tous ceux-ci traduisent la situation d’une population laissée-pour-compte, alors qu’il y a une demande élevée de sécurité publique par la société haïtienne,.

### Brigades de vigilance comme initiative populaire pour assurer sa propre sécurité
Dans ce contexte de demande sociale de sécurité publique, un nouveau phénomène voit le jour. Il s’agit d’un mouvement social organisé de citoyens ordinaires engagés volontairement pour garantir leur propre sécurité et celle de leurs communautés. Afin d’y parvenir, ils font usage ou menace de faire l’usage de la violence, et recourent à de pratiques hors-la-loi. Ce que Les Johnson, Ray Abrahams et Damien Simonneau définissent par la notion « vigilantisme »,. En réalité, ce vigilantisme est en gestation depuis peu avant le départ de Jean-Claude Duvalier. En 1988, les brigades de vigilance jouent un rôle fondamental dans la lutte contre l’insécurité qui s’étend sur le pays. Il s’agit d’une pratique qui est interdite avant même l’adoption de la Constitution du 29 mars 1987, par référendum. Cependant, de manière non officielle, une grande partie de la société haïtienne embrasse cette initiative à cette époque. Peu à peu, les brigades mutent dans la société. Elles se transforment en de véritables groupes de pression qui revendiquent des espaces géographiques d’opération et plus de place dans l’arène de la politique du pays. Ces bandes criminelles récupèrent la crise de sécurité publique et l’instrumentalisent à leurs fins. Le pays est balkanisé. De manière ininterrompue, la terreur dissémine en réseau à travers presque tout le pays. Ainsi, le pays héberge une forme de banditisme qui remet constamment en question le rôle de l’État. Ce banditisme a pour ancêtres: d'une part, le vigilantisme citoyen d’autosécurisation (ou self-security) qui désigne l’ensemble des moyens mis en place par des citoyens dans le but d’améliorer leur sécurité personnelle (leur sureté, tout en prévenant les risques, les dangers),. D'autre part, le vigilantisme politique initié par Aristide aux fins de protection de son pouvoir. Ensemble, ces vigilantismes forment une force criminelle indissociable qui entre en connivence (structurale) avec des autorités publiques, des personnalités politiques et des hommes du secteur économique. Une sorte entente secrète gagnant-gagnant qui laisse les citoyens face à l’impératif de composer avec le mal comme mode de survie.